# Issione
Issione (in greco antico: Ἰξίων?, Ixìōn) è un personaggio della mitologia greca. Fu un re dei Lapiti, la più antica tribù della Tessaglia.

## Genealogia
A causa del particolare mito di cui è protagonista questo personaggio, le gesta di Issione sono state più volte riprese dai mitografi e per questo motivo la sua ascendenza varia. 

Secondo Igino è figlio di Ares o di Leonteo, di Antione e Perimele (scrive invece Diodoro Siculo), o di Flegias, secondo Strabone.
Si sa che fu sposo di Dia (figlia di Deioneo) e tutti gli autori concordano che sia il padre di Piritoo, eccetto Omero che nell'Iliade lo fa concepire da Zeus.
Secondo Apollodoro dalla sua unione con Nefele nacque il centauro Euritione.

## Mitologia
Issione, dopo il matrimonio con Dia, non consegnò al suocero i doni che aveva offerto per la mano della sposa e così quello si vendicò rubandogli alcuni cavalli. Issione sulle prime non si mostrò risentito ma dopo averlo invitato a una festa a Larissa violò la Xenia e lo uccise facendolo cadere in un letto pieno di legna e carboni ardenti. Questo atto, però, fece sì che i re dei regni a lui confinanti rifiutassero di eseguire i rituali per la sua purificazione e così lui impazzì e andò a vivere come un esiliato.
Fu poi perdonato da Zeus e ritornò nel suo regno, ma quando fu invitato a un banchetto non si accorse che la donna che stava desiderando non era la dea Era, bensì una donna creata da Zeus stesso (con una nuvola chiamata Nefele) e fu colto in flagrante nel tentativo di amplesso. Così il dio, irato, lo consegnò a Ermes perché lo torturasse e flagellasse senza pietà e fino a quando non avesse ripetuto: "I benefattori devono essere onorati".

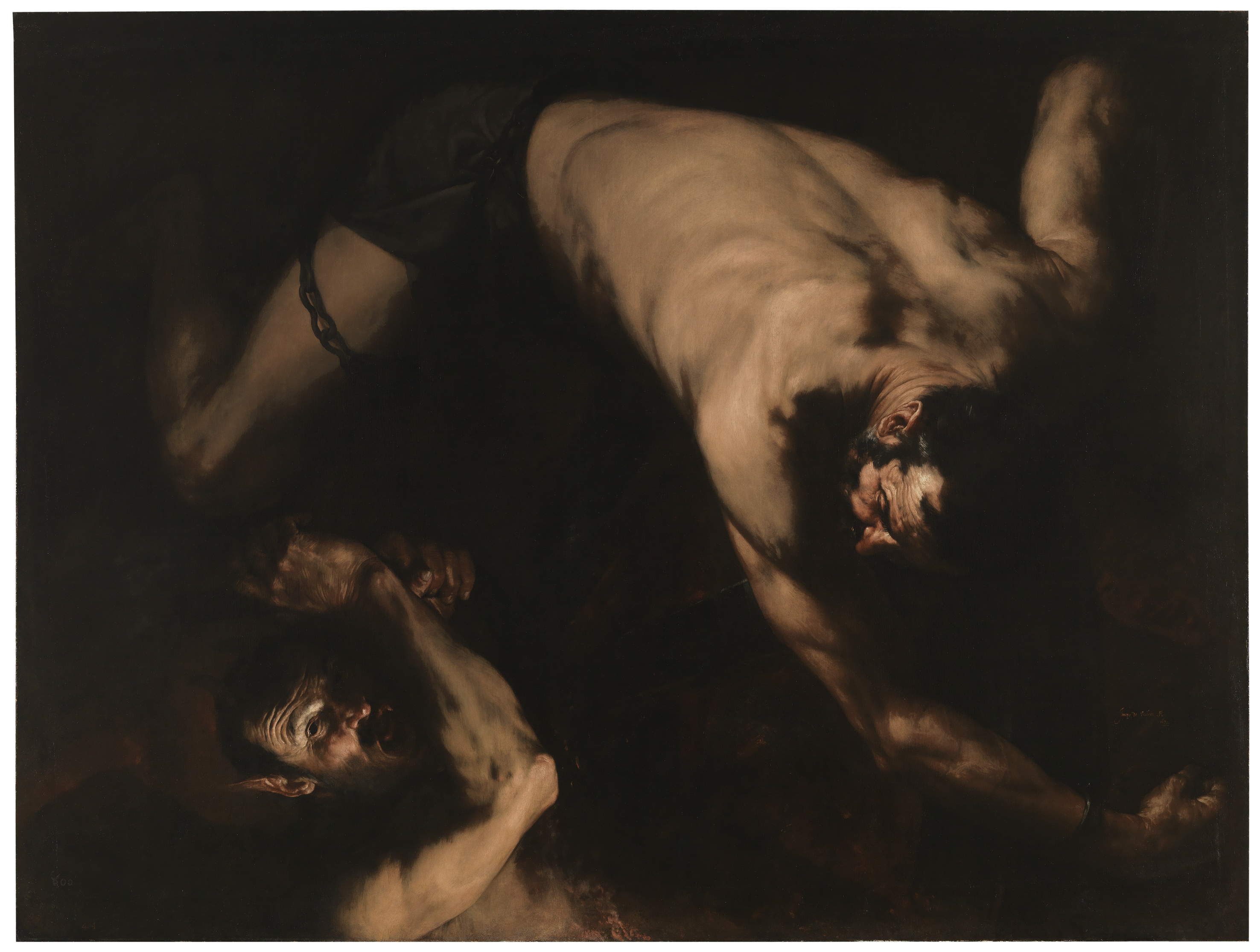
Issione torturato, olio su tela di Jusepe de Ribera, 1634 ca, Madrid, Museo del Prado

Fu poi gettato nel Tartaro e legato a una ruota con l'intervento di Ermes ed Efesto e fu condannato a girare in eterno nella volta
celeste.
Si dice che solo quando Orfeo suonò la sua lira per salvare Euridice la ruota di Issione si fermò per qualche secondo.
Secondo Apollodoro, Issione riuscì a possedere Nefele e da questa unione nacque un centauro.

## Influenza culturale
La pena a cui fu condannato Issione, l'essere attaccato a una ruota destinata a girare senza sosta per l'eternità, è stata utilizzata da Schopenhauer per esemplificare l'impossibilità a soddisfare qualsiasi desiderio poiché ogni forma di desiderio non ha mai fine. 
Tale condanna eterna è stata citata anche da Seneca, nella XXIV Epistola a Lucilio come tipico esempio di quegli spauracchi mitologici riguardo alla
morte dei quali gli stoici hanno fin troppa facilità a smascherare la falsità.
Issione è, inoltre, protagonista, insieme a Nefele, del primo dei Dialoghi con Leucò di Cesare Pavese, intitolato La nube.
Un'interessante interpretazione del mito di Issione in chiave naturalistica chiama in causa l'anello solare a 22° che si manifesta in occasione di un imminente peggioramento del tempo meteorologico.

## Fonti
- Pseudo-Apollodoro, Epitome (I, 20).
- Diodoro Siculo, Biblioteca Storica (IV, IV, 12, 69-70).
- Igino, Favole (XIV, XXXIII-XXXIV; LXII; LXXIX; cclvii).
- Ovidio, Metamorfosi (XII, 210 e sgg.).
- Pindaro, Odi (Pitiche, II).
- Stazio, Tebaide (IV, 539, VIII, 50).
- Virgilio, Georgiche (III, 38).